# コーリー・フックス反応
コーリー・フックス反応（コーリー・フックスはんのう、英語: Corey–Fuchs reaction）は、アルデヒドからジブロモオレフィンを経てアルキン誘導体を合成する有機反応のひとつである。1972年、イライアス・コーリーとその学生 P. L. フックスによって発表された。元のアルデヒドから一炭素増炭したアルキンが得られることになる。強塩基（n-ブチルリチウムなど）を用いるため、これに耐えない基質には使えないという欠点があるが、多くの場合収率よく反応が進行するためアルキン類の有力な合成手段となっている。
第一段階のジブロモオレフィン合成は、アルデヒドに対して氷温〜室温で四臭化炭素とトリフェニルホスフィンを作用させることで行われる。ウィッティヒ反応と類似の機構で進行すると考えられる。最低四臭化炭素1当量、トリフェニルホスフィン2当量が必要だが、実際にはさらに過剰量使うことが多い。
ジブロモオレフィンを低温下過剰量（2当量以上必要）のブチルリチウムで処理することによって脱離反応が起こり、リチウムアセチリド (R-C≡CLi) が生じる。これを水で処理すれば末端アルキンが得られる。また生じたアセチリドに求電子剤を作用させれば、ワンポットで2置換アルキンを得ることもできる。求電子剤としてアルデヒドやケトンを用いればプロパルギルアルコール誘導体が、クロロギ酸エステル類を用いればアセチレンカルボン酸エステルが得られることになる。
この反応の中間体となっているジブロモオレフィンに DMSO 中で DBU を反応させると脱HBr化により ω-ブロモアルキンが得られる。